# Єрмольчук Іван Калістратович
Іван Калістратович Єрмольчук (7 січня 1927, Миролюбівка, Покровський район, Донецька область — 23 червня 1997, Добропілля) — бригадир ГРОЗ шахти «Алмазна» тресту «Добропіллявугілля», Герой Соціалістичної Праці.

## Біографія
Народився 7 січня 1927 року в селі Миролюбівка Покровського району Донецької області. Закінчив семирічну школу і вступив до школи фабрично-заводського навчання в м. Димитрові (нині Мирноград). Після закінчення школи, у 1943-1953 роках працював ГРОЗ на шахті № 5-6 ім. Димитрова. З 1953 року — бригадир ГРОЗ шахти № 17-18 ім. РККА (пізніше шахта «Алмазна») у місті Добропілля Донецької області. У 1966 році Указом Президії Верховної Ради СРСР за видатні успіхи в розвитку вугільної і сланцевої промисловості, а також за досягнення високих техніко-економічних показників Івану Калістратовича Єрмольчуку присвоєно звання Героя Соціалістичної Праці з врученням ордена Леніна і золотої медалі «Серп і Молот». Іван Калістратович користувався заслуженим авторитетом і повагою серед робітників і службовців шахти, трудящих міста, гірників області. Брав активну участь в роботі партійних, радянських і профспілкових органів. Неодноразово обирався депутатом Донецької обласної і міської Рад народних депутатів. Був відзначений за роботу з молоддю і передачу досвіду молодому поколінню. Його ім'я займає почесне місце в музеї шахти «Алмазна». Перебував у лавах КПРС. Помер 23 червня 1997 року. Похований у м. Добропілля.

## Нагороди та звання
- Герой Соціалістичної Праці (1966);
- ордени: Леніна (1966), «Знак Пошани»;
- медалі: «За трудову доблесть», «За доблесну працю. В ознаменування 100-річчя з дня народження Володимира Ілліча Леніна», «Ветеран праці»; повний кавалер почесного знака «Шахтарська слава»;
- відомчі нагороди;
- почесний громадянин міста Добропілля.